# مرکز جهانی تحقیقات سرطان
مرکز جهانی تحقیقات سرطان (Centre International de Recherche sur le Cancer) یا  CIRC یک مرکز میان دولت‌ها است که بخشی از سازمان بهداشت جهانی سازمان ملل را تشکیل می‌دهد.
دفتر اصلی این مرکز در لیون، فرانسه قرار دارد. هدف اصلی در این مرکز پژوهش بر روی دلایل سرطان است همچنین داده‌ها و نظرسنجی‌های صورت گرفته پیرامون رخداد سرطان را از سراسر جهان جمع‌آوری می‌کند. همچنین تک‌نگاریهایی پیرامون واکنشگرها و مواد شیمیایی که با زندگی انسان تماس دارند و میزان سرطان زا بودن آنها برای انسان ارائه می‌کند.
در ۲۶ اکتبر ۲۰۱۵ این مرکز اعلام کرد که مصرف گوشت‌های فرآوری شده مانند (کالباس، سوسیس، هات داگ و …) در گروه ۱ سرطان زایی است و گوشت قرمز در گروه 2A سرطان زایی («احتمالاً سرطان زا برای انسان») جای دارد.